# جزيرة الثوم
جزيرة الثوم (بالإنجليزية: Garlic Island)‏ هي جزيرة صغيرة ساحلية تقع في البحر الأبيض المتوسط قبالة شاطئ بوليماط بولاية بجاية الواقعة شمال شرق الجزائر، تبلغ مساحة الجزيرة حوالي 0.36 هكتار.